# Magnolia neomagnifolia
Espèce
Statut de conservation UICN

 EN B1ab(iii,v) : En danger
Magnolia neomagnifolia (syn. Magnolia magnifolia) est une espèce de plantes à fleurs de la famille des Magnoliaceae. C'est un arbre présent dans l'ouest de la Colombie. Il pousse en milieu tropical humide.